# 奧沙瓦鎮區 (明尼蘇達州尼科萊特縣)
奧沙瓦鎮區（英語：Oshawa Township）是位於美國明尼蘇達州尼科萊特縣的一個行政鎮區。

## 歷史
奧沙瓦鎮區於1858年設立，得名自安大略省城市奧沙華。

## 地方資料
奧沙瓦鎮區的面積為76.45平方千米，當中陸地面積為75.66平方千米，而水域面積為0.79平方千米。根據2020年美國人口普查的數據，當地共有人口594人，而人口密度為每平方千米7.77人。